# Лемпира (Ленка)
Лемпира (шп. Lempira) је био вођа индијанског Ленка народа. У октобру 1537, велики ратник је на простору Мезоамерике успео је уједини више од 200 племена која су претходно била у непријатељству, у циљу да спречи инвазију шпанских освајача.
Организовао је војску и као знак напада убијено је три Шпанаца која су се налазила у регији. Шпанци су затим кренули у акцију против војске Лемпира, али без успеха. Шпанци су морали да побегну, и били су под великим притиском да изгубе своје територије.
Шпански капетан Алонсо де Сасерес је позвао Лемпиру да преговарају. Пошто је Лемпира у преговорима изразио намеру да се и даље бори, један стрелац га је убио, погодивши га у чело. Смрћу Лемпире, побегли су његови ратници, којих је било око 30.000.
Валута Хондураса је добила име по Лемпири.